# São João da Fresta
São João da Fresta é uma freguesia portuguesa do município de Mangualde, com 7,52 km² de área e 169 habitantes (censo de 2021). A sua densidade populacional é 22,5 hab./km².

## Demografia
A população registada nos censos foi:
| Distribuição da População por Grupos Etários | Distribuição da População por Grupos Etários | Distribuição da População por Grupos Etários | Distribuição da População por Grupos Etários | Distribuição da População por Grupos Etários |
| -------------------------------------------- | -------------------------------------------- | -------------------------------------------- | -------------------------------------------- | -------------------------------------------- |
| Ano                                          | 0-14 Anos                                    | 15-24 Anos                                   | 25-64 Anos                                   | > 65 Anos                                    |
| 2001                                         | 26                                           | 31                                           | 129                                          | 95                                           |
| 2011                                         | 20                                           | 14                                           | 87                                           | 87                                           |
| 2021                                         | 21                                           | 7                                            | 74                                           | 67                                           |

## Património
- Igreja Matriz de São João da Fresta
- Capela dos Casais